# Letellier (Manitoba)
Pour les articles homonymes, voir Letellier.

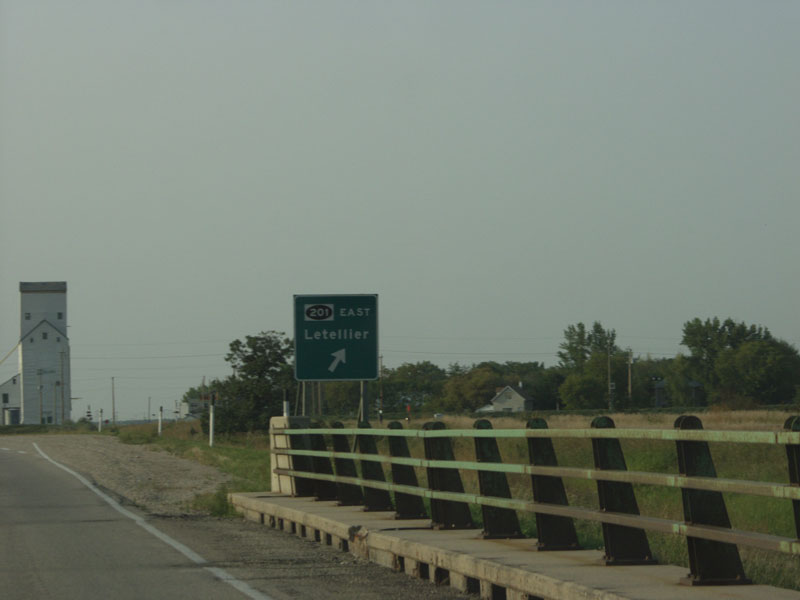
Letellier, Manitoba

Letellier est une petite communauté francophone dans la municipalité rurale de Montcalm, au Manitoba. Elle est située à la jonction de l' autoroute 75 et de la route provinciale 201, à environ 15 kilomètres au nord de la frontière canado-américaine . 

## Personnalités de Letellier
- Richard Bouchard (1934 – 1996), joueur de la Ligue nationale de hockey (Rangers de New York)
- René Jutras – député fédéral de Provencher